# Graptophyllum spinigerum
Graptophyllum spinigerum är en akantusväxtart som beskrevs av Ferdinand von Mueller. Graptophyllum spinigerum ingår i släktet Graptophyllum och familjen akantusväxter. Inga underarter finns listade i Catalogue of Life.